# NGC 3335
NGC 3335 é uma galáxia espiral barrada (SB0-a) localizada na direcção da constelação de Hydra. Possui uma declinação de -23° 55' 19" e uma ascensão recta de 10 horas, 39 minutos e 34,1 segundos.
A galáxia NGC 3335 foi descoberta em 1886 por Frank Müller.